# Sensler Museum

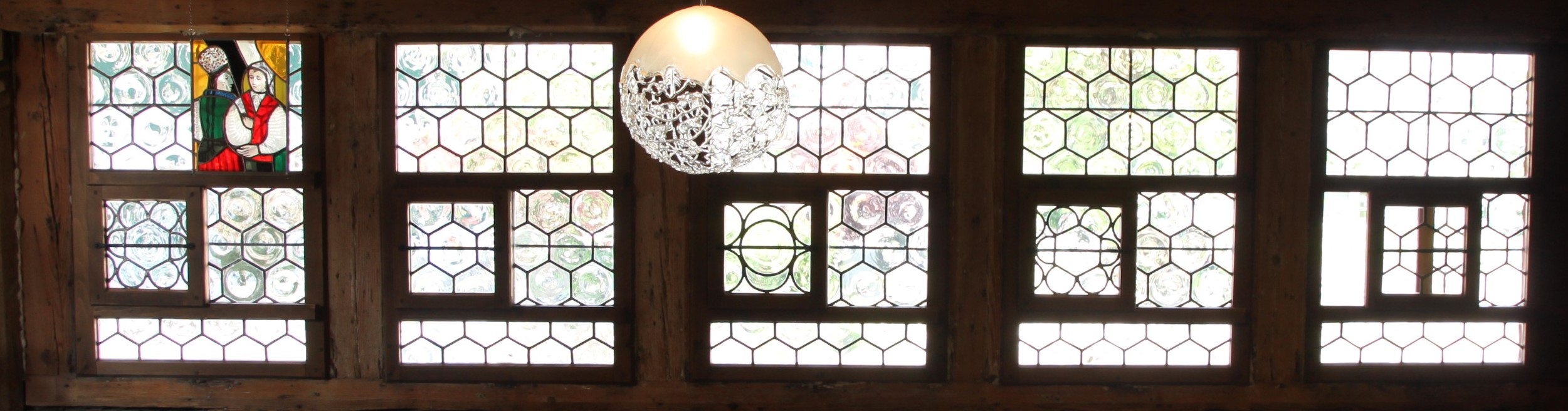
5-teilige Wagenreihe mit wabenförmiger Bleiverglasung, Sprossen und Schieber

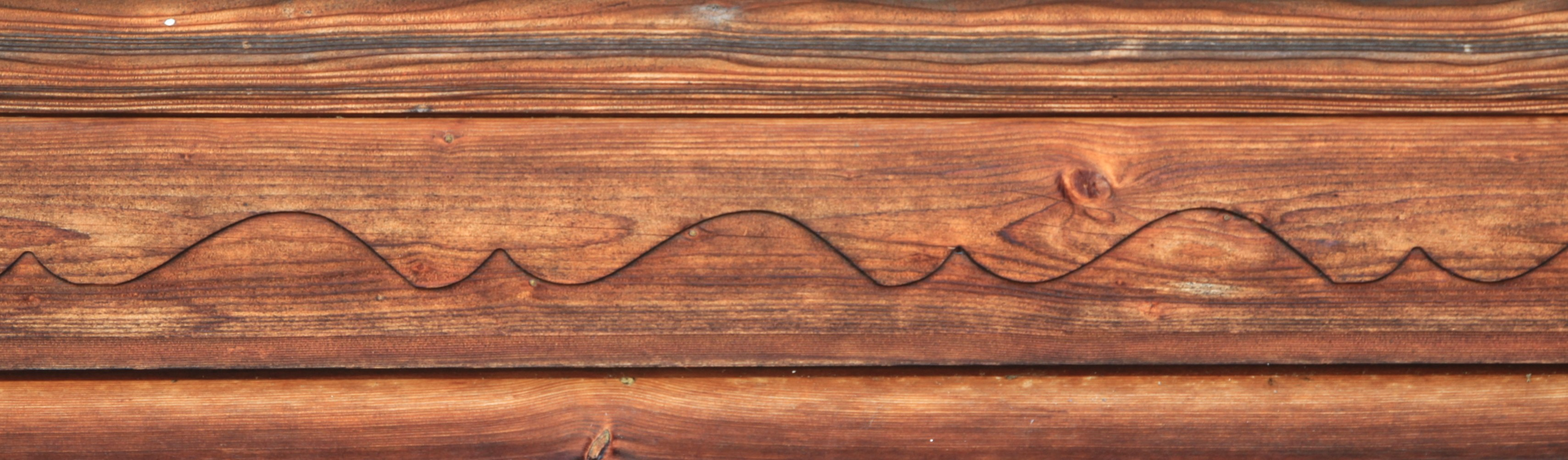
Karniesfries in der Fensterbrüstung der Giebelfront

Das Sensler Museum ist das kulturhistorische Museum des Sensebezirks in Tafers, Kanton Freiburg, Schweiz. Es sammelt und bewahrt Kulturgut und unterstützt zeitgenössisches Kulturschaffen. Das Museum wurde 1975 in dem Sigristenhaus im Dorfkern eröffnet.

## Gebäude
Das Gebäude, in welchem das Sensler Museum untergebracht ist, stammt aus dem 18. Jahrhundert. Es wurde ursprünglich als Schulhaus errichtet. Im Verlauf der Zeit diente es als Betreibungs- und Konkursamt, Friedensgericht, Sigristenhaus und Privatgebäude.
Trägerin ist die Stiftung des Sensler Museums, die vom Deutschfreiburger Heimatkundeverein, der Pfarrei Tafers als Besitzerin und der Ortsgemeinde gegründet wurde. Die Pfarrei St. Martin, die Gemeinde Tafers und die Dorfschaft Tafers bilden die Eigentümergesellschaft Sigristenhaus, die das Gebäude zu einem symbolischen Preis an die Stiftung des Sensler Museums vermietet. Das Museum wird von Gaëtan Favre geleitet. Den Stiftungsrat präsidiert Claudia Gfeller-Vonlanthen.
Das Haus ist ein repräsentatives Beispiel der Sensler Holzarchitektur im ausgehenden 18. Jahrhundert. Es wurde 1780 vom Zimmermeister Hans Meuwly zwar als Pfarreischule erbaut, lehnt sich aber dem Typ eines Bauernhauses an, von dem es sich dadurch abhebt, dass der Hauseingang in der Mittelachse der Giebelfront angeordnet und über eine zweiläufige Aussentreppe erreichbar ist, was damals für Pfarreischulhäuser, die von katholischen Priestern geführt wurden, üblich war. Eine zweigeschossige Aussenlaube mit Laubenbögen in der Brüstung gliedert die repräsentative Giebelbogenfront unter einem Teilwalmdach. Die Laube des zweiten Wohngeschosses stützt sich auf zwei Streben in den beiden Eckständern und auf zwei weitere in den Türpfosten ab, deren Achse in zwei geschwellten Säulen darüber weiterführt. Diese stützen die Laube im dritten Wohngeschoss ab. Hier setzt eine hohe, ebenfalls geschwellte Säule die Vertikale in der Firstachse fort und stützt als Giebelbogenstütze die Vordachverschalung ab. Neben den Türen in der Firstachse belichten fünfteilige Fensterreihen mit wabenförmiger Bleiverglasung, Fenstersprossen und Schieber die Wohnräume der unteren beiden Wohngeschosse. Im Dachgeschoss flankiert je ein Fenster die Tür in der Firstachse. Die typische Ründe schliesst in der Form eines versetzten Halbkreisfrieses ab.
Eine weitere Laube läuft im unteren Wohngeschoss über den vorderen Teil der östlichen Traufseite. Sie ist von der Küche über eine Innentreppe, die ins obere Wohngeschoss führt, zugänglich.
Der Hauseingang in der Giebelfront führt in einen Gang, von dem links und rechts eine Tür den Zutritt in die Stube, ursprünglich wohl Schulzimmer, öffnet, und geradeaus in die Küche mit einem Backofen, offenem Dach und Rauchfang mündet. Vom ehemaligen Küchenraum aus, in dem heute der Empfang des Museums untergebracht ist, konnten auch die Sandsteinöfen in den beiden Stuben beheizt werden. Im mächtigen Rauchfang finden sich Holzstangen, an denen Speck und Würste zum Räuchern aufgehängt wurden. Von der Küche führt eine schmale Holztreppe auf ein Podest, das Zugang zur traufseitigen Aussenlaube und in eine der Kammern gewährt. Hier wiederholt sich die Raumaufteilung von unten: zwei Kammern über den Stuben, dazwischen ein Mittelgang, der auf die Laube führt. Das Dachgeschoss ist offen. Auch hier betritt man durch eine Türe in der Firstachse die oberste Laube.
Über die ganze Breite der Fensterstürze der beiden Wohngeschosse laufen Inschriften in gemalter Frakturschrift. Im unteren sind es mahnenden und bekennende Sprüche: Willst Mein Kind Zu=Nemmen In Der Tugend / So Lass Dich Unter=Weissen In Der Jugend / Dan In Dem Alter Ist Zu Spat / Wo Die Gedächtnùs Nimmet Ab //  So Dù Vill Kinder Undt Erben Gwinnst / So Lasse Sie Lehren Güete Kunst / In Gottesforcht, In Zucht Und Ehren / So Mögen Allweg Sie Sich Ernehren / Dù Mùst Mein Kind In Gottesforcht Und Friden Ziehen / So Wirdt Dir Gott Die Ewigselikeit Zum Lohn Geben. Und im Türsturz ruft eine Inschrift den Schutz der Heiligen Familie an: Jesus Maria Und Joseph / Wolle Disses Haus Bewahren. Auf den Fensterstürzen des oberen Wohngeschosses finden sich die Namen der Bauherrschaft und im Türsturz der Name des Zimmermanns: Meister Hans Möwli.
Das Holzhaus wird im Schweizerischen Kulturgüterschutz-Inventar (KGS-Inventar) in der Kategorie A, die Sammlung des Museums in der Kategorie B aufgelistet.

## Geschichte
Das Sigristenhaus wurde von 1973 bis 1975 mit einem Kostenaufwand von rund 640'000 Schweizer Franken restauriert und als Sensler Heimatmuseum eingerichtet. 2010 wurde der Dachstock repariert und das Schindel- und Ziegeldach erneuert.

## Ausstellungen

### Dauerausstellung
Die Dauerausstellung widmet sich, gegliedert in sechs Räumen, ganz dem Sensebezirk: 1) dem Sprachraum des Senslerdeutschen, 2) der Alltagskultur, 3) der Geschichte, 4) der Musik 5) der Wirtschaft, 6) dem Pilgertum.

### Wechselausstellungen
In vier, seit 2020 noch jährlich drei Wechselausstellungen werden sowohl historische als auch zeitgenössische Kulturgüter oder Kunstwerke ausgestellt. Sie greifen Themen von regionaler bis nationaler und internationaler Reichweite auf wie z. B. Lebkuchen, Krippen im Advent und Krippen in Deutschland, Polnische Weihnacht oder den Jakobsweg. Zu sehen sind Beiträge von regional bekannten Künstlern wie die Gemälde von Elmar Schafer, aber auch von national bis international bekannten Künstlern wie von Bruno Baeriswyl, der Schmittener Textilkünstlerin Gisela Progin oder vom Süsswasserfotografen Michel Roggo. Mal handelt es sich um Kunstwerke (Gemälde, Zeichnungen, Plastik, Poesie), mal um Kunsthandwerk (Krippenbau, Papierkrippen), mal um die Dokumentation von Tradition und Handwerk (Lebkuchen, Fotoausstellung von 47 Künstlern zum Thema Aufbruch – éclosion). Nicht selten erarbeitet das Museum zu ausgewählten Themen neue Dokumentationen und legt neue Zusammenhänge offen.

## Zusätzliche Angebote
Neben den Dauer- und Wechselausstellungen organisiert das Museum Ateliers und Workshops und Angebote im Internet wie das Museum Zuhause, wo Objekte zum Nachdenken, zu eigenen Nachforschungen oder zum Basteln und Nachbauen anregen sollen. Es gibt Führungen auf Deutsch und Französisch.